# Trégueux
Trégueux település Franciaországban, Côtes-d’Armor megyében. Lakosainak száma 8462 fő (2022. január 1.). Trégueux Saint-Brieuc, Plédran, Langueux, Ploufragan és Yffiniac községekkel határos.

## Népesség
A település népessége az elmúlt években az alábbi módon változott:
| Lakosok száma | 2182 | 6537 | 6970 | 7204 | 8172 | 8411 | 8432 | 8459 | 8470 | 8462 |
|               | 1968 | 1982 | 1990 | 2006 | 2013 | 2015 | 2017 | 2019 | 2020 | 2022 |